# Sailana (stato)
Lo Stato di Sailana fu uno Stato principesco del subcontinente indiano, avente per capitale la città di Sailana.

## Storia
Lo Stato di Sailana venne fondato dal raja Jai Singh senza suo fratello, pronipote del maharaja Ratan Singh, fondatore dello Stato di Ratlam. Nel 1716 Jai Singh si vendicò di suo zio per l'assassinio di suo padre, uccidendolo in una battaglia a Sagode e assicurò Ratlam a suo fratello maggiore. I due fratelli quindi si divisero tra loro lo Stato. La capitale di Jai Singh inizialmente era stata posta a Raoti, ma fu lui a costruire la città di Sailana costituendola sua nuova capitale nel 1736. Combatté 22 battaglie nella sua vita, tramutando ben presto Sailana in un vero e proprio Stato indipendente. Nel corso del regno di Raja Mokham Singh, Sailana soffrì della guerra contro gli Scindia di Gwalior, che annetté gran parte delle terre orientali e meridionali dello Stato. Il raja Lakshman Singh di Sailana tentò di scacciare gli Scindia fuori dal suo regno. Nel 1818 si rifiutò di pagare il chauth che regolarmente veniva richiesto dagli Scindia e questi si vendicarono inviando il proprio esercito al comando di Bujang Rao, ma l'esercito di Gwalior che era stato preparato adeguatamente dai francesi perse finendo per essere sconfitto da Lakshman Singh. Il 5 gennaio 1819, John Malcolm mediò tra Gwalior e Sailana ed alla fine il raja Lakshman Singh accettò la protezione inglese e pagò un tributo fisso di 42.000 rupie a Gwalior; in cambio però Sailana non avrebbe più avuto alcuna interferenza da parte di Gwalior. Nel periodo britannico, Sailana conobbe un nuovo periodo di sviluppo nelle mani capaci del raja Jaswant Singh e sotto suo figlio il raja Dileep Singh, il quale portò avanti diverse riforme, con particolare attenzione all'educazione ed ai collegamenti per i trasporti. Venne incrementata anche l'economia, in particolare quella agricola, con la costruzione di pozzi petroliferi e fabbriche per la lavorazione di ferro e acciaio. Il 15 giugno 1948, Dileep Singh siglò l'ingresso nell'Unione Indiana.

## Governanti
I governanti dello stato di Jaora avevano il titolo di raja

### Raja
- 1736 - 1757 Jai Singh                    (m. 1757)
- 1757 - 1772 Jaswant Singh I                    (m. 1772)
- 1772 - 1782 Ajab Singh                    (m. 1782)
- 1782 - 1797 Mokham Singh                     (m. 1797)
- 1797 - 1826 Lakshman Singh               (m. 1826)
- 1826 - 1827 Ratan Singh                        (m. 1827)
- 1827 - 23 agosto 1841 Nahar Singh                        (m. 1841)
- 23 agosto 1841 - 1850 Takhat Singh                       (m. 1850)
- 1850 - 11 ottobre 1895 Dule Singh                 (n. 1838 - m. 1895)
  - 1850 - 1857                .... - amministratore
  - 1857 - 1859 Rani Nath Kanwarji (f) - reggente (n. 1795 - m. 1885)
- 11 ottobre 1895 – 13 luglio 1919 Jashwant Singh II                  (n. 1864 - m. 1919) (dal 26 giugno 1904, Sir Jashwant Singh II)
- 14 luglio 1919 – 15 agosto 1947 Dileep Singh                       (n. 1891 - m. 1961) (dal 1º gennaio 1936, Sir Dhalip Singh)